# Jiangshanien
| Systeem                                                                                 | Serie        | etage        | Ouderdom (Ma) |
| --------------------------------------------------------------------------------------- | ------------ | ------------ | ------------- |
| Ordovicium                                                                              | Onder        | Tremadocien  | jonger        |
| Cambrium                                                                                | Furongien    | 10e etage    | 485,4–489,5   |
| Cambrium                                                                                | Furongien    | Jiangshanien | 489,5-494     |
| Cambrium                                                                                | Furongien    | Paibien      | 494–497       |
| Cambrium                                                                                | Miaolingien  | Guzhangien   | 497–500,5     |
| Cambrium                                                                                | Miaolingien  | Drumien      | 500,5-504,5   |
| Cambrium                                                                                | Miaolingien  | Wuliuen      | 504,5–509     |
| Cambrium                                                                                | 2e serie     | 4e etage     | 509–514       |
| Cambrium                                                                                | 2e serie     | 3e etage     | 514-521       |
| Cambrium                                                                                | Terreneuvien | 2e etage     | 521-529       |
| Cambrium                                                                                | Terreneuvien | Fortunien    | 529–541,0     |
| Ediacarium                                                                              | Ediacarium   | Ediacarium   | ouder         |
| Indeling van het Cambrium volgens de ICS. Cursieve ouderdommen zijn slechts indicaties. |              |              |               |

Het geologisch tijdperk Jiangshanien (Vlaanderen: Jiangshaniaan), is een tijdsnede in het Laat-Cambrium (Furongien), die ongeveer 494 Ma begon en rond 489,5 Ma ophield, of een etage in het Boven-Cambrium. Het Jiangshanien volgt op het Paibien en wordt gevolgd door de vooralsnog nog niet benoemde bovenste, tiende etage van het Cambrium.

## Naamgeving en definitie
Het Jangshanien is genoemd naar de plaats Jiangshan in de Chinese provincie Zhejiang. De golden spike bevindt zich in een ontsluiting in de buurt van het dorp Duibian, niet ver van Jiangshan, in een ontsluiting met de naam "Duibian B".
De basis van het Jiangshanien wordt gedefinieerd door het eerste voorkomen van de trilobiet Agnostotes orientalis. Ze correleert bovendien met het eerste voorkomen van de trilobiet Irvingella angustilimbata. De top van het Jiangshanien is nog niet nader gedefinieerd, maar zal vermoedelijk komen te liggen bij het eerste voorkomen van de trilobiet Lotagnostus americanus.